# Club Deportivo Huachipato (femenino)
El Club Deportivo Huachipato Femenino es una institución deportiva de Chile radicada en la ciudad de Talcahuano de la Región del Biobío. Desde el 2025 jugará en la Primera Femenina de Chile y representa a su símil masculino en la liga profesional de fútbol femenino chileno. 
Disputó sus primeros encuentros el 21 de abril de 2019, con la serie Sub-17 debutando primero ante Magallanes y el primer equipo más tarde con un empate ante el mismo rival.
En el año 2022 debutó en la Primera División, tras conseguir el ascenso y el campeonato de la Primera B Femenina 2021, consiguiendo así su primer ascenso y primera participación en la división de honor del fútbol femenino chileno.

## Historia
La rama femenina de Huachipato tuvo sus inicios en el año 2018, año en el que se realizaron las primeras pruebas de jugadores en la ciudad de San Pedro de la Paz en la región del Bio Bio en la que se convocó a más de 80 niñas, y luego una prueba masiva en el Estadio Huachipato-CAP Acero, la que se contó con la presencia de alrededor de 250 jugadoras.
En el año 2019, el equipo Sub-17 y la serie Adulta disputaron sus primeros encuentros en la cancha 4 del Estadio Huachipato-CAP Acero, participando además en la Primera B Femenina 2019, finalizando su primera temporada en el fútbol chileno femenino con 7 victorias, 3 empates y 2 derrotas.

### Ascenso y campeonato de Primera B
En el año 2021 y tras un año sin participar de competencias oficiales debido a la Pandemia de COVID-19 en Chile, Huachipato participó de la Primera B Femenina 2021, en la que fue encuadrada en el Grupo Sur junto a Magallanes y Deportes Valdivia. El equipo demostró un poderío absoluto en la fase zonal, registrando 4 victorias, 1 empate y 0 derrotas, avanzando así a la fase final.
Disputando el ascenso a la Primera División por primera vez en su historia, las "Acereras" viajaron hasta la ciudad de Coquimbo para enfrentar a las locales, amplias favoritas para llevarse la victoria. Ante todo pronóstico, las sureñas derrotaron por 3-1 a las "Piratas" en lanzamientos penales, logrando así un histórico ascenso a la división de honor del fútbol chileno femenino y el paso para disputar el título de la división ante O'Higgins de Rancagua.
En la final disputada en el Estadio Huachipato-CAP Acero, Huachipato, ya ascendido tras la victoria ante Coquimbo Unido, derrotó por 2-0 a O'Higgins en penales tras un intenso empate 3-3 en tiempo regular, consagrándose campeón de la división de plata y confirmando así su gran año y ascenso por primera vez a la Primera División del fútbol femenino chileno.

## Datos del club
- Temporadas en Primera División femenina: 2 (2022; 2025-)
- Temporadas en Primera B femenina: 4 (2019; 2021; 2023 - 2024)

## Jugadoras

### Altas 2025
| Jugadora            | Posición      | Procedencia               | Tipo |
| ------------------- | ------------- | ------------------------- | ---- |
| Ingrid Castro       | Portera       | Fernández Vial            |      |
| Camila Pincheira    | Portera       | Universidad de Concepción |      |
| Natalia Ocampo      | Defensa       | Universidad de Concepción |      |
| Krystell Muñoz      | Defensa       | Fernández Vial            |      |
| Fabiola Ayala       | Mediocampista | Cerro Porteño             |      |
| Constanza Pincheira | Mediocampista | Fernández Vial            |      |
| Andrea Zúñiga       | Mediocampista | Ñublense                  |      |

### Bajas 2025
| Jugadora           | Posición  | Destino                   | Tipo |
| ------------------ | --------- | ------------------------- | ---- |
| Daniela Escalona   | Portera   | Deportes Concepción       |      |
| Sofía Calbucura    | Portera   | Deportes Iquique          |      |
| Catalina Fuentes   | Defensa   | Universidad de Concepción |      |
| Céfora Esparza     | Defensa   | Universidad de Concepción |      |
| Yenniffer Zambrano | Delantera | Universidad de Concepción |      |
| Carolina Tapia     | Delantera | Everton                   |      |
| Yanette Jorquera   | Delantera | Deportes Concepción       |      |
| Daniela Recabarren | Delantera | Deportes Concepción       |      |

## Palmarés

### Torneos nacionales
- Primera B de Chile (2): 2021, 2024 (récord)

### Otras categorías.
- Mundialito de Panguipulli sub-17 (1): 2020